# (10147) Mizugatsuka
(10147) Mizugatsuka est un astéroïde de la ceinture principale.

## Description
(10147) Mizugatsuka est un astéroïde de la ceinture principale. Il fut découvert le 13 février 1994 à Ōizumi par Takao Kobayashi. Il présente une orbite caractérisée par un demi-grand axe de 3,18 UA, une excentricité de 0,13 et une inclinaison de 2,4° par rapport à l'écliptique.

## Nom
Le parc Mizugatsuka est un lieu privilégié pour les astronomes amateurs.

## Compléments